# Vassukanni
Vassukanni (hurri nyelven Waššukanni) a hurrik államának, Mitanninak fővárosa volt az i. e. 15. századtól egészen I. Adad-nirári asszír király idejéig. Pontos helye ismeretlen, valószínűleg a Khábúr (Ḫâbûr) egyik mellékfolyója mentén volt. Egyes feltételezések szerint a későbbi Szikan, ma Tell el-Fakhariya településsel azonos. A település melletti nagy tell azonban még feltáratlan, ezért a bizonyítás a régészekre vár.
Vassukanni két évszázadon át a térség nagyhatalmának fővárosa volt, ezért jelentős, gazdag településnek kellett lennie. Azonban az egész térség, ahol lehetett, nyílt és nehezen védhető terep, ezért a hurri hatalom legkisebb gyengülése is a főváros veszélyeztetésével járt. Az i. e. 14. század második felében I. Szuppiluliumasz is kifosztotta már uralkodásának első évében, később I. Adad-nirári földig rombolta. Vaszasatta asszír vazallusként Taite városába helyezte át székhelyét, és ezzel a hurri Vassukanni megszűnt létezni, legalábbis egyetlen forrás sem beszél róla többé.